# Povodí Turce
Povodí Turce je dílčí povodí Váhu v severní části středního Slovenska a jeho rozloha je 934 km².

## Vymezení a charakteristika
Řeka Turiec odvodňuje území okresů Martin, mimo nejsevernější části, Turčianské Teplice, částečně Žiar nad Hronom, oblast severně od Kremnice. Zároveň odvodňuje převážnou většinu Turčianské kotliny, západní část Velké Fatry, severní část Kremnických vrchů a východní část pohoří Žiar a Lúčanská Malá Fatra.
Povodí má nepravidelný oválný tvar, který probíhá v severojižním směru od ústí řeky u Vrútek na severu po horní tok na pomezí okresů Turčianské Teplice a Žiar nad Hronom.

## Průběh rozvodnice
Rozvodnice prochází od ústí na východě přes Sklabinské předhůří (vrchy Bukovina (538,2 m n. m.) a Borová (690,3 m n. m.) a hradní bralo Sklabinského hradu) do Velké Fatry (přes vrchy Lučenec (1 041,4 m n. m.), Končitý vrch (1 096,8 m n. m.) a Kečka (1 139 m n. m.) na hřeben pohůří. Pokračuje hlavním hřebenem Velké Fatry přibližně v línii Jarabiná (1 313,8 m n. m.) – Malý Lysec (1 297,2 m n. m.) – Ploská (1 532,1 m n. m.) – Ostredok (1 592 m n. m.) – Krížna (1 574,3 m n. m.) – Kráľova studňa (1 384 m n. m.) – sedlo Malý Šturec (890 m n. m.), následné po hřebeni Kremnických vrchů přes Svrčinník (1 312,8 m n. m.), Tablu (1 178,4 m n. m.) na Skalku (1 231,6 m n. m.).
Odtud se stáčí na západ, vytváří jižní hranici od Skalky k severnímu okraji intravilánu obce Krahule, odtud do oblasti tzv. symbolického středu Evropy, přes obec Kremnické Bane na Mazuchův vrch (876 m n. m.) a dále přes Kunešov na kótu 911 m východně od Handlové. Dále pokračuje na sever (už západní hranice) na vrch Bralová skála (825,6 m n. m.) a do oblasti Sklenianskych lúk u obce Sklené a dále vchází do pohoří Žiar, kde vede po hřebeni v linii Nemcovo (831,7 m n. m.) – Mačací zámok (789,8 m n. m.) – Rovné lazy (701,7 m n. m.) – Vyšehrad (829,1 m n. m.) – Vyšehradské sedlo (579 m n. m.) – Závozy – Vrícke sedlo (665,6 m n. m.) a dále pokračuje hlavním hřebenem Lučanské Fatry.
Zde přechází na spojnici Vrania skala (1 003,6 m n. m.) – Reváň (1 204,6 m n. m.) – Kľak (1 351,6 m n. m.) – Vrícke sedlo (950 m n. m.) – Janková (1 163,2 m n. m.) – Hnilická Kýčera (1 217,6 m n. m.) – sedlo Majbíková (990 m n. m.) – Úplaz (1 301 m n. m.). zde se stáčí na jihovýchod, vytváří severní hranici povodí, přičemž schází k ústí Turce do Váhu.

## Říční síť
Hlavním tokem je řeka Turiec, která pramení ve Velké Fatře v jihovýchodní části povodí. Tok řeky opisuje tvar obráceného písmene "J", přičemž od pramene tvoří velký oblouk, který se stáčí na jih, pod Turčekem se stáčí na severozápad a severně od obce Sklené na sever. Na středním toku vytváří velký oblouk směřující na západ k obci Kaľamenová a výrazně meandruje. Po přítoku Belianského potoka na dolním toku jižně od Martina pokračuje k ústí přímým směrem na sever.
Z hlediska přítoků jsou silně vyvinuty přítoky z obou stran hlavního toku, vodnatější jsou však pravostranné přítoky tekoucí z Velké Fatry (Teplica, Dolinka, Blatnický s Gaderským potokem, Beliansky s Necpalským potokem a Sklabinský potok). Z levostranných přítoků vynikají zejména Bílý potok, Jasenica, Polerieka, Vríca, Valčianský potok a Trebostovský potok.

## Nejdelší vodní toky
Nejdelší toky v povodí řeky Turiec jsou:
1. Turiec: 77,4 km
2. Teplica: 27,5 km
3. Beliansky potok: 20,3 km
4. Vríca: 19,6 km
5. Necpalský potok: 18,5 km
6. Sklabinský potok: 17,4 km
7. Dolinka: 17,1 km
8. Blatnický potok: 16,9 km
9. Gaderský potok: 16,5 km
10. Bystrička: 12,4 km
11. Hájsky potok: 12,4 km
12. Valčiansky potok: 11,9 km
13. Vôdky: 11,4 km
14. Trebostovský potok: 11,2 km
15. Jasenica: 10,6 km
16. Javorina: 9,7 km
17. Sloviansky potok: 9,2 km
18. Dedinský potok: 8,8 km
19. Piešť: 8,1 km
20. Kozí potok: 8 km
21. Selenec: 8 km

## Sousední povodí
Povodí Turce je odděleno od povodí Revúce rozvodím na východě, od povodí Hronu na jihovýchodě (přes Bystrici) a na jihu (přes Kremnické a Lutilské potoky a přítoky) a konečně od povodí Nitry a od povodí Rajčanky na západě. Na severu povodí sousedí s vlastním povodím Váhu.

## Zajímavosti
- V povodí Turce se nachází přírodní rezervace Turiec[2]

- Natura 2000 ochrana území evropského významu řeky Turiec a Blaničanka o rozloze 284,16 ha[3]
- Šútovský vodopád v Malé Fatře
- Necpalské vodopády v Necpalské dolině ve Velké Fatře
- Vrátňanský vodopád u Blatnice ve Vrátné dolině
- Rašeliniště u Ivančine

### Literarura
- Povodie Turc: Zoznam Vodnıch Tokov V Povodí Turca, Turiec, Vríca, Sklabinskı Potok, Moaovskı Potok, Beliansky Potok, Blatnickı Potok. [s.l.]: General Books, 2011. 34 s. ISBN 9781232999225.
- KRŠKO, Jaromír. Hydronymia povodia Turca. Banská Bystrica: Univerzita Mateja Bela, 2003. 167 s. (Hydronymia Slovaciae). ISBN 978-80-8055-763-8.